# 戴法興
戴法興（たい ほうこう、義熙10年（414年）- 永光元年8月1日（465年9月6日））は、南朝宋の孝武帝の寵臣。本貫は会稽郡山陰県。

## 経歴
戴碩子の子として生まれた。貧家の生まれで、若くして山陰県の市で葛を売って生計を立てた。後に吏となって役所づとめをし、入朝して尚書倉部令史に任じられた。彭城王劉義康の下で大将軍記室令史となった。劉義康が敗れると、法興は武陵王劉駿の下で征虜記室掾や撫軍記室掾をつとめた。元嘉28年（451年）、劉駿が江州刺史となると、法興はその下で南中郎典籤となった。元嘉30年（453年）、劉駿が劉劭を討つべく巴口で起兵すると、法興は戴明宝や蔡閑とともに参軍督護に転じた。
孝武帝（劉駿）が即位すると、法興は南台侍御史となり、中書通事舎人を兼ねた。宮中の事務を管理し、当時の朝廷で権勢を振るった。孝建元年（454年）、舎人の任を解かれ、建武将軍・南魯郡太守の任を加えられた。東宮に入り、皇太子劉子業に近侍した。大明2年（458年）、呉昌県開国男に封じられた。員外散騎侍郎・給事中に転じ、太子旅賁中郎将となった。法興は古今の典故に詳しく、孝武帝に深く信任された。孝武帝が親政をはじめると、大臣を置かず、法興や巣尚之を腹心として国政を展開した。
大明8年（464年）、前廃帝（劉子業）が即位すると、法興は越騎校尉に転じた。前廃帝は親政を望んでいたため、法興の権勢を疎んじていた。永光元年（465年）、前廃帝の寵愛する宦官の華願児が法興に対する私怨から「法興は真天子となり、帝は応天子となる」との謡言を前廃帝に伝えた。前廃帝は法興を免官し、郷里に帰らせた。まもなく遠郡への流刑を申しわたした。8月、家で殺害させた。享年は52。まもなく法興の2子も殺害され、法興の棺は破壊されて焼かれ、財産も没収された。
泰始年間に孫の戴霊珍に封爵を嗣がせようという動きがあったが、明帝の裁可を得られなかった。法興は文章を得意としていたため、その文章は当時に通行した。

## 伝記資料
- 『宋書』巻94 列伝第54
- 『南史』巻77 列伝第67